# Fantasio (Oper)
Fantasio ist eine Opéra-comique in drei Akten von Jacques Offenbach mit einem Libretto von Paul de Musset und Charles Nuitter nach Alfred de Mussets gleichnamiger Komödie. Sie wurde erstmals am 18. Januar 1872 in der Salle Favart der Pariser Opéra-Comique gespielt.

## Handlung

### Erster Akt
Platz vor dem Palast
Die Bürger Bayerns feiern die bevorstehende Hochzeit der Königstochter mit dem Prinzen von Mantua. Die Hochzeit soll den drohenden Staatsbankrott Bayerns und einen Krieg zwischen beiden Ländern abwenden. Eine Horde von Studenten lästert über die spießbürgerliche Beschaulichkeit der Bewohner und beschließt, die Nachtruhe mit ihren Gesängen zu stören. Der König tritt auf und verkündet die Weisheit seines Plans. Er gibt Freibier aus, um die Bürger zu gewinnen.
Fantasio erscheint, ewiger Student und verschuldet. Unter dem Schlossfenster hört er den Gesang der Prinzessin Elsbeth, die sich vor der Hochzeit mit einem Unbekannten fürchtet. Sie singen im Duett; sehen sich dabei nicht, aber verlieben sich über ihre Stimmen. Ein Chor trägt den Hofnarren St. Jean zu Grabe. Fantasio stößt dazu. Er beschließt, sich als Narr einzukleiden, um ins Schloss gelassen zu werden und die Prinzessin zu gewinnen.
Der Prinz von Mantua und sein Adjutant Marinoni treten auf. Der Prinz hat den großartigen Einfall, mit Marinoni die Kleider zu tauschen, um in dessen Adjutantenrolle seine künftige Braut zunächst inkognito zu beäugen.
Gemeinsam mit Fantasio im Narrenkostüm ziehen die Studenten durch die Gemeinde. Sie singen das Loblied vom Narrentum: Es könne die menschliche Neigung brechen, andere zu unterdrücken, und sei deswegen die wahrhaft vernünftige Lebenshaltung.

### Zweiter Akt
Palastgarten
Am nächsten Morgen kleiden die Hofdamen im Schloss die Prinzessin für die Hochzeit ein. Elsbeth ist wütend und deprimiert, ergibt sich aber in ihr Schicksal. Der König stellt ihr den Bräutigam vor, nicht ahnend, dass es sich gar nicht um den Prinzen, sondern um dessen Adjutanten handelt. Der echte Prinz verliebt sich in die Prinzessin. Er möchte um seiner selbst willen geliebt werden und nicht wegen seiner herrschaftlichen Stellung. Er nähert sich ihr immer wieder auf tapsige und plumpe Weise und wird von ihr und vom Vater mehrmals brüsk abgewiesen.
In der Verkleidung des Narren nähert sich Fantasio der Prinzessin. Er sagt ihr auf den Kopf zu, dass sie in der erzwungenen Ehe unglücklich sein werde. Er verspricht, ihr zu helfen, und überredet sie, sich nicht zu fügen. Als die Zeremonie beginnt, zieht Fantasio dem vermeintlichen Prinzen Marinoni vor dem versammelten Hofstaat die Hosen herunter und macht ihn lächerlich. Der Hof und die italienischen Gäste fordern eine harte Strafe für den Narren.

### Dritter Akt
Gefängnis
Elsbeth schleicht sich zu Fantasio in den Kerker. Dieser stellt sich schlafend. Elsbeth betrachtet sein Gesicht. Er offenbart ihr seine Liebe. Sie sträubt sich zunächst: der Friede und das Wohl des Staates stehe auf dem Spiele. Fantasio lässt seine Narrenmaske fallen. Elsbeth ergibt sich ihm und flieht mit ihm aus dem Schloss.
Platz vor dem Palast
Unterdessen ist Bayern bankrott. Die Studenten in der Stadt rufen das Volk zum Krieg gegen Mantua auf. Fantasio tritt auf und hält eine Rede gegen den Krieg und für das Narrentum. Das Volk ruft ihn zum Anführer aus. Der Prinz von Mantua tritt auf und kündigt an, dass er seine Soldaten schicken werde. Fantasio stellt ihn zur Rede: Wenn es den Anführern nach Kampf zumute sei, sollten sie diesen persönlich ausfechten, statt das Volk für sich bluten zu lassen. Er fordert den Prinzen zum Duell. Dieser will seinen Adjutanten als Stellvertreter vorschicken. Marinoni weigert sich: Er sei aus der Übung. Der Prinz hat ein Einsehen und verkündet, den Mantel des Vergessens über die erlittene Schmach zu breiten. Sowohl der Prinz von Mantua als auch der König von Bayern erheben Fantasio in den Adelsstand.

## Instrumentation
Die Orchesterbesetzung der Oper enthält die folgenden Instrumente:

- Holzbläser: zwei Flöten (2. auch Piccolo), zwei Oboen, zwei Klarinetten, zwei Fagotte
- Blechbläser: vier Hörner, zwei Trompeten, drei Posaunen
- Pauken, Schlagzeug: kleine Trommel, große Trommel, Triangel, Glockenspiel, Becken, Tamburin
- Harfe
- Streicher

## Werkgeschichte

### Mussets Lesedrama
1832 heiratete Prinzessin Louise von Orléans den König Leopold I. von Belgien. Die Prinzessin war 20, der König 42. Die Ehe wurde aus Staatsräson geschlossen: Leopold wollte durch seine Heirat eine Versöhnung zwischen Frankreich und Deutschland erwirken.
Louise liebte ihren Mann wohl wirklich, aber das glaubte ihr kaum jemand. Auch Alfred de Musset nicht, der die junge Prinzessin verehrte. So griff er einen Stoff auf, der ursprünglich als Episode in E.T.A. Hoffmanns Lebensansichten des Katers Murr erschien: Die Zwangsheirat einer Prinzessin mit einem vertrottelten italienischen Prinzen. In der Realität konnte die Hochzeit von Prinzessin Louise den Krieg nicht verhindern, denn die Niederlande wollten einen Abfall Belgiens nicht akzeptieren. Auch Mussets Geschichte endet damit, dass die Studenten jubelnd in den Krieg ziehen. Offenbach als überzeugter Pazifist lehnte diesen Schluss ab und entschied sich für eine friedliche Wendung.
1834 las Georg Büchner in Straßburg Mussets Geschichte und verwendete sie – mit vielen wörtlichen Zitaten – für seine Komödie Leonce und Lena.

### Offenbachs Werk und Aufführungen
Offenbach schrieb seine Oper Fantasio Ende 1869 und Anfang 1870. Im Juli 1870, als Offenbach mitten in den Proben zu Fantasio an der Pariser Opéra-Comique stand, begann der Deutsch-Französische Krieg. Offenbach stürzte in eine schwere Schaffenskrise. Von Gicht geplagt, irrte er durch Europa, angefeindet sowohl von Deutschen, die den Emigranten Offenbach als Vaterlandsverräter beschimpften, als auch von Franzosen, die ihn verdächtigten, für Preußen zu spionieren. Die Kritik in Frankreich warf ihm vor, dass seine Werke zur Verweichlichung im Zweiten Kaiserreich geführt und damit zur Niederlage beigetragen hätten.
Erst im November 1871 nahm Offenbach die Proben für Fantasio wieder auf. Zuvor schrieb er die Titelpartie von Tenor auf Mezzosopran um. Der Tenor Victor Capoul, dem er die Rolle zugedacht hatte und der in seinem vorherigen Werk Vert-Vert für ihn gesungen hatte, war nämlich aus dem Krieg in ein Engagement nach London geflohen und von dort nicht zurückgekehrt. Stattdessen sang nun Célestine Galli-Marié, die bereits in der Uraufführung von Offenbachs Robinson Crusoé beteiligt war, die Titelrolle. Die pazifistischen Passagen scheint Offenbach ebenfalls erweitert zu haben, denn das Libretto der Uraufführung unterscheidet sich wesentlich von der Fassung, die er zwei Monate zuvor bei der Zensur eingereicht hatte. Am 18. Januar 1872 fand schließlich die Uraufführung statt.
Gleich danach reiste Offenbach nach Wien, um im Theater an der Wien am 21. Februar die Premiere der deutschen Fassung aufzuführen. Diese Wiener Fassung von Eduard Mauthner und Richard Genée mit dem Titel Fantasio oder Der Narr des Herzogs hat eine andere Rahmenhandlung mit anderer Musik als die Pariser Fassung. Szenen wurden gestrichen und der Text dem Verständnis des deutschsprachigen Publikums angepasst. Die Titelpartie transponierte Offenbach für die Sängerin Marie Geistinger in den Sopran. Die Pariser Fassung war mit 10 Aufführungen ein Misserfolg. Das Pariser Publikum sann nach der Niederlage und den demütigenden Friedensbedingungen auf Revanche und mochte die pazifistischen Appelle des Stücks nicht hören, wie aus der Kritik Gustave Bertrands im Ménestrel hervorging. Auch die Wiener Fassung war mit 27 Aufführungen für Offenbachs Verhältnisse nicht sonderlich erfolgreich. In Graz, Prag und Berlin wurde sie jeweils im Oktober 1872 nachgespielt, bevor sie in der Versenkung verschwand.

### Verschollene Dokumente
Das Orchestermaterial der Pariser Aufführung wurde vermutlich 1887 beim Brand der Opéra Comique zerstört. Die handschriftliche Partitur Offenbachs ging an seine Tochter Jacqueline. Um Ansprüchen ihrer Schwestern zu vermeiden, hielt sie den Besitz geheim. Nach Jacquelines Tod im Jahr 1937 wurden die Blätter an Nachkommen der Schwestern verteilt. Diese verkauften sie gelegentlich blattweise, sodass die Handschrift heute verstreut ist. Ein Teil befindet sich in London, ein anderer bei der Beinecke Rare Book and Manuscript Library der Yale University und ein dritter bei einer anonymen Nachkommin. Einzelne Blätter, teilweise in vier Teile zerschnitten, finden sich weltweit verstreut. Auch das Pariser Libretto der Uraufführung ist verschollen, obwohl es an der Theaterkasse verkauft wurde wie heutzutage Programmhefte. Das abweichende Libretto, das im Dezember 1871 bei der Zensurbehörde eingereicht worden war, befindet sich glücklicherweise im französischen Nationalarchiv. Auch ein 1872 bei Choudens gedruckter Klavierauszug der Uraufführung ohne Sprechszenen blieb erhalten.
Die Wiener Aufführung war besser dokumentiert, denn im Archiv des Berliner Offenbach-Verlegers Bote & Bock befindet sich sowohl eine Abschrift der Partitur als auch ein vollständiges Libretto.

### Neuaufführungen
Auf diesen Berliner Dokumenten fußten die wenigen Aufführungen im 20. Jahrhundert: 1927 in Magdeburg, 1957 konzertant beim Westdeutschen Rundfunk Köln, 1994 in Gelsenkirchen und Wuppertal. Für diese Aufführungen wurden die Teile, die in der Wiener Partitur fehlten, nach dem Choudens-Klavierauszug neu instrumentiert. Die Titelpartie wurde vom Sopran in den Tenor transponiert. 2000 wurde eine Neuproduktion in Rennes, Nantes, Angers und Tours aufgeführt. Für sie wurde der deutsche Text ins Französische zurückübersetzt.
Ab 1999 erschien bei Boosey & Hawkes sowie bei Bote & Bock die kritische Neuedition OEK von Jean-Christophe Keck. Der Dirigent, Sänger, Komponist und Musikwissenschaftler Keck ist seit seiner Jugend mit Offenbach verbunden. In seinem 18. Lebensjahr erwarb er seine ersten Sammlerstücke zu Offenbach. Der Choudens-Klavierauszug war seine zweite Erwerbung. 2011 fand er die letzte noch fehlende Nummer der handschriftlichen Pariser Partitur, das Couplet des Prinzen, in privatem Besitz. Mit diesem Fund kam die Neuedition zu ihrem Abschluss. Beim Orchestra of the Age of Enlightenment ertönte am 15. Dezember 2013 erstmals wieder die Pariser Fassung; konzertant in Offenbachs Originalinstrumentation. Die szenische Uraufführung der kritischen Neuausgabe fand am 13. Dezember 2014 am Staatstheater Karlsruhe statt. Hier trug die Prinzessin abweichend vom Original den Namen „Theres“. Zehn Jahre später, im November 2024, wurde am Hessischen Staatstheater in Wiesbaden eine Neuinszenierung der Berliner Regisseurin Anna Weber gezeigt.